# Arthur Berning
Arthur Berning (født 11. september 1987 i Stavanger) er en norsk skuespiller. Han debuterede i filmatiseringen af Mannen som elsket Yngve som Helge.

## Filmografi
- Mannen som elsket Yngve (2008)
- Skjult (2009)
- Rottenetter (2009)
- Fritt vilt III (2010)
- Få meg på, for faen! (2011)
- Videogutten (2011)
- Arme Riddere (2011)
- Nattskiftet (2012)
- Bølgen (2015)
- Ingenting tar noensinne slutt, kortfilm (2016)